# Lijst van voetbalinterlands Azerbeidzjan - Polen (vrouwen)
Deze lijst van voetbalinterlands is een overzicht van alle officiële voetbalinterlands tussen de nationale vrouwenteams van Azerbeidzjan en Polen. De landen hebben tot nu toe twee keer tegen elkaar gespeeld.

## Wedstrijden
| № | Plaats   | Datum           | Competitie           | Wedstrijd            | Uitslag |
| - | -------- | --------------- | -------------------- | -------------------- | ------- |
| 1 | Bakoe    | 11 maart 2020   | EK 2022 kwalificatie | Azerbeidzjan − Polen | 0 − 5   |
| 2 | Warschau | 23 oktober 2020 | EK 2022 kwalificatie | Polen − Azerbeidzjan | 3 − 0   |

## Samenvatting
| Competitie      | Totaal gespeeld | Winst Azerbeidzjan | Gelijk | Winst Polen | Doelsaldo Azerbeidzjan – Polen |
| --------------- | --------------- | ------------------ | ------ | ----------- | ------------------------------ |
| EK-kwalificatie | 2               | 0                  | 0      | 2           | 0 − 8                          |
| Totaal          | 2               | 0                  | 0      | 2           | 0 − 8                          |